# Religione inca

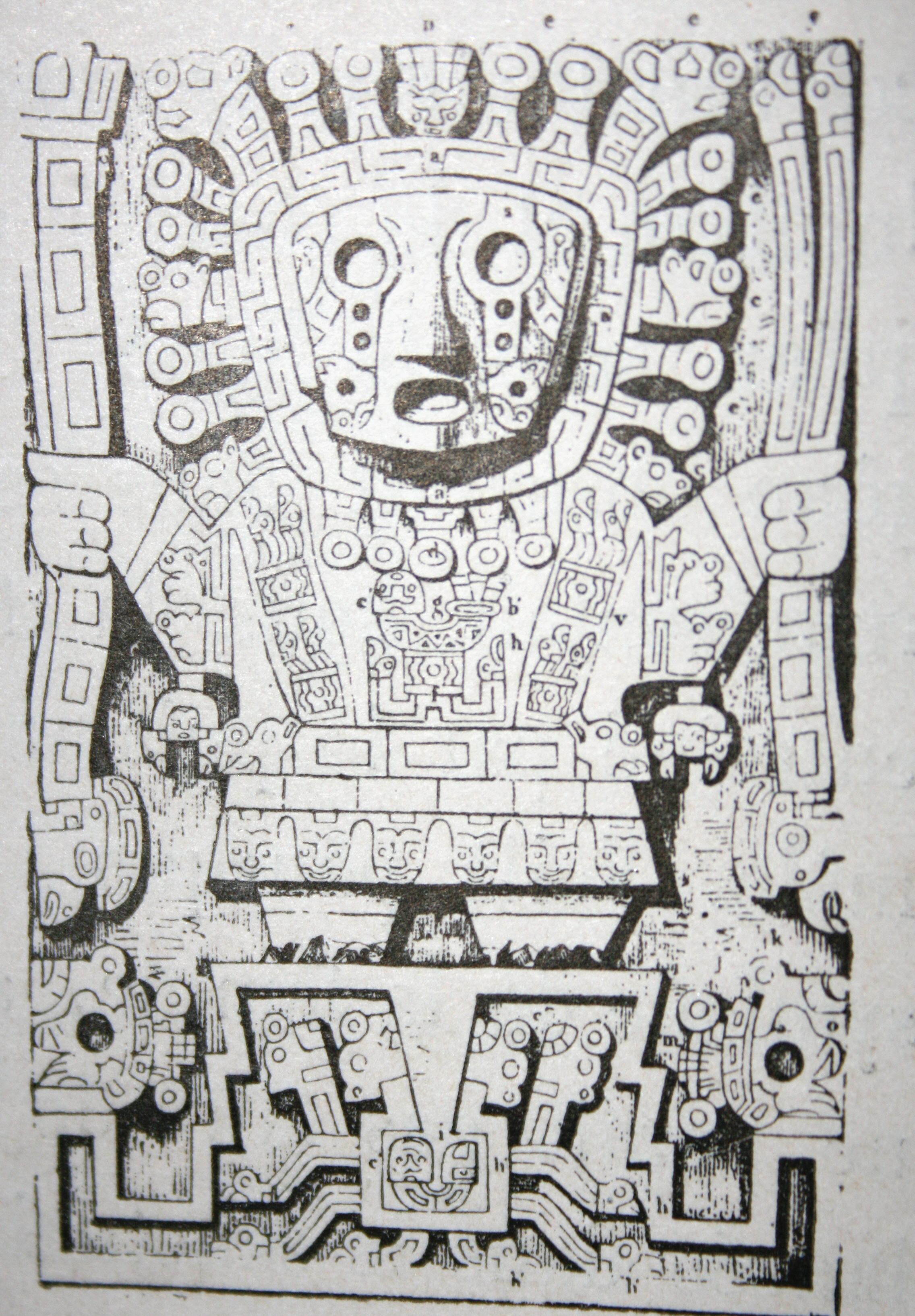
Wiracocha, divinità maggiore

La religione inca è costituita da una serie di leggende e miti che alimentarono il panteismo dell'Impero Inca, centralizzato a Cusco, in Perù, che tuttora sopravvive in tradizioni spesso sincretistiche come quelle legate alla Pachamama.
Alcuni nomi degli dei inca si ripetevano, oppure erano chiamati con nomi diversi nelle varie province dell'Impero. 
Intorno al 1530, si poteva individuare al suo interno l'aggregazione di almeno tre distinte tradizioni culturali: 
- L'antica civiltà di Tiahuanaco
- Gli Inca durante il massimo splendore del loro impero (1438-1527)
- La civiltà dei Mochica e dei Chimú, sottomesse nel XV secolo.

## Tre piani
Gli Inca credevano il mondo composto da tre livelli:
- Hanan Pacha: dalla lingua quechua hanan (sopra) e pacha (terra), significa il mondo di sopra, ed era il luogo dove risiedono le divinità;
- Kay Pacha: dal quechua kay (questo) e pacha (terra) era il mondo terreno, dove risiedono gli esseri viventi;
- Uku Pacha o Urin Pacha: dal quechua urin (sotto) e pacha (terra), era il mondo sotterraneo, dove risiedevano le anime dei morti e i bambini mai nati.

Pacha significava sia tempo sia spazio.

## Pantheon degli Inca
Nella mitologia inca gli dei erano gli astri o altri grandi elementi della natura. L'unico dio nel vero senso della parola era:
- Viracocha: divinità creatrice del Sole, della Luna e delle stelle, il dio che aveva plasmato i primi uomini nell'argilla, dio della civilizzazione. Era adorato in due templi: il primo Quishuarcancha si trovava a Cusco, il secondo, Cancha era situato presso Urcos. Secondo Juan Santa Cruz Pachacuti era raffigurato con un disco ovale d'oro che simboleggiava l'uovo primordiale. Secondo Cristóbal de Molina la sua immagine era riprodotta in una statua d'oro con le sembianze di un bambino di dieci anni che teneva un braccio alzato in una posa benedicente. Il suo culto entrò spesso in conflitto con quello del Sole e fu spesso una causa di dissapori anche violenti tra i sovrani inca e il potere sacerdotale.
- Pachacamac: dio creatore e dio supremo di tutti gli animali marini; l'etimologia del termine Pachakamaq deriva dal quechua che significa creatore dell'Universo (pacha = terra- Kamaq = creatore).

Gli altri dei fondamentali erano:
- Inti: dio del Sole, creatore e protettore degli Inca, sposo e fratello di Mama Quilla (madre Luna) e padre del primo inca, e di Mama Ocllo (madre Uovo),
- Pachatayta = marito e fratello della Pachamama (pacha = terra - tayta o tata = padre)
- Pachamama: grande dea madre, dea della terra, dell'agricoltura e della fertilità, protettrice dei raccolti, tuttora molto venerata.

Altri dei minori:
- Mama Quilla: dea della Luna, protettrice delle donne sposate
- Mama Cocha: dea del mare e della pesca, protettrice dei navigatori e dei pescatori
- Apu: spiriti delle montagne che proteggono le persone che si avventurano sui monti
- Apocatequil: dio del fulmine. Tra i suoi compiti vi era quello di fungere da sacerdote capo nel culto del dio della Luna, Coniraya
- Catequil: dio del tuono e della luce
- Cavillaca: dea vergine mangiatrice di frutta
- Chasca: dea dell'alba, del crepuscolo e del pianeta Venere, protettrice delle vergini
- Coniraya: dio della fertilità istantanea e della Luna
- Chasca Coyllur: dea dei fiori
- Mama Coca: dea della salute, della gioia e della pianta di coca
- Copacati: dea dei laghi
- Ekkeko: dio del focolare e della buona salute
- Kon: dio della pioggia e del vento che veniva dal sud
- Mama Zara: dea del mais, del grano e della fertilità, protettrice del focolare
- Pariacaca: dio dell'acqua e dei temporali di montagna
- Supay: sia dio della morte e re dell'Uku Pacha, sia una razza di demoni
- Urcaguary: dio dei metalli, dei gioielli, dei metalli preziosi e dei tesori trovati sottoterra
- Urcuchillay: dio degli animali
- Apu Illapu: dio della pioggia, del tuono e dei temporali
- Vichama: dio della morte
- Axomama: dea delle patate
- Mama Ocllo: dea della fertilità
- Sachamama: dea-serpente dell'Amazzonia
- Mama Allpa: dea del raccolto, della terra e della fertilità
- Paricia: dio che ha inviato un diluvio nel tentativo di uccidere gli esseri umani che non lo rispettavano adeguatamente.

In questa particolare teologia le divinità supreme convivevano pacificamente.
Molto venerati dal popolo erano gli huaca (le forze) dei monti, dei laghi, dei fiumi e degli alberi, ai quali si consacravano mucchi di pietre e si offrivano bambini in sacrificio.

## Struttura base della religione
La religione inca è il riflesso, in ambito religioso, della struttura statale, in cui si conformavano varie etnie, strutture sociali ed economiche arcaiche ma amministrazioni più evolute.
Il culto centrale era dovuto al dio Inti, il dio del Sole. Era l'immagine dell'imperatore Sapa-Inca. Quando gli Inca conquistavano una terra sempre facevano costruire un tempio a Inti. A Cusco il tempio più importante era il Coricancha, dedicato appunto al Sole.
Sotto l'impero di Pachacuti si affermò sempre di più il culto di Viracocha.
 Egli fuoriesce da vari miti spesso diversi e confusi come il creatore, l'eroe civilizzatore.
 Su Viracocha esistono differenti miti, eccone alcuni:
- Genera prima il cielo e la terra e poi gli uomini. In seguito a colpe non ben specificate di questi ultimi, trasforma gli uomini in statue di pietra.
- Emerge dal lago Titicaca e crea a Tiahuanaco il cielo, il sole le stelle e gli uomini. Scolpisce poi dalle pietre gli uomini e li destina nelle terre che a loro assegna.
- Viracocha avrebbe avuto un figlio molto cattivo chiamato Taguapica che faceva tutto l'opposto di suo padre. Se Viracocha creava uomini buoni, Taguapica li rendeva cattivi... Se il padre faceva pianure, le trasformava in montagne e viceversa. Seccava le fonti d'acqua create dal padre. Dopo molte simili vicissitudini, Viracocha arrivò al mare, getto il suo mantello e scomparve tra le onde.

Altro dio importante dopo Inti e Viracocha fu Inti Illapa, il Tuono.
Egli viaggiava nella volta celeste con una saetta e una mazza per generare il fulmine e il tuono.
Egli attingeva l'acqua da versare sulla terra dalla Via Lattea.

### Religione dell'élite
La casta imperiale e il clero dedicavano il loro culto a Viracocha.
Non è facile capire se l'attenzione di Pachacuti al nuovo credo fosse dovuta a calcolo oppure a vera fede, o anche a normali necessità teologiche.

### Religione del popolo
Essa era diretta a:
- forze naturali antropomorfizzate, ad esempio quelle nominate sopra nel Pantheon
- feticci (huaca) naturali come montagne, fonti, colline...
- feticci (huaca) artificiali (palazzi, templi, tombe). Ad esempio una fontana veniva definita "huaca" se all'inca era piaciuta.

## Ricorrenze
La più grande festa religiosa inca era il Raymi (la danza del Sole), in onore di Inti, che ricorreva due volte l'anno e si protraeva per otto giorni consecutivi. Veniva acceso il fuoco sacro mediante uno specchio ustorio e tale fuoco veniva custodito dalle Vergini del Sole fino al successivo Raymi. 
Questa festa è celebrata ancora oggi dai popoli andini.

## Templi
La civiltà inca fondò molti templi per adorare le varie divinità. I templi inca più conosciuti sono probabilmente quello del Sole a Cusco, quello di Vilcas Huamán e quello sull'Aconcagua (la montagna più alta del Sud America) e il Tempio del Sole dell'Isla del Sol. Il tempio di Cusco fu costruito senza altri mezzi che l'incastonamento delle pietre.
Questo, ha una circonferenza di oltre 1200 piedi. Una parte del tempio, chiamata Qoricancha, ha al suo interno svariati oggetti d'oro. Varie zone dell'Impero inca furono assegnate ai sacerdoti che le amministravano in nome del dio del Sole.

## Mito di fondazione dell'Impero
Manco Cápac, il primo inca, illuminato e guidato da Inti, partì dal lago Titicaca insieme a Mama Ocllo, sua moglie e sorella, e con una bacchetta (meglio scettro o bastone, bacchetta è riduttivo) d'oro (consegnatagli dal padre) segnò il punto in cui sarebbe sorta Cusco, capitale del futuro impero. 
Tutti i sovrani inca, dunque, erano ritenuti discendenti diretti del Sole e, quindi, dèi essi stessi e padroni di tutte le cose e gli uomini del regno. Il sovrano sceglieva la sua sposa tra le proprie sorelle, ma possedeva anche centinaia di concubine ed era servito dalle sacerdotesse del Tempio del Sole che poteva dare in spose ai nobili della corte. Gli era dovuta obbedienza totale e a lui era riservato un terzo delle ricchezze e dei raccolti del regno (le altre due parti erano destinate alla popolazione e ai culti). Alla sua morte la salma veniva mummificata, ricoperta di doni d'oro, avvolta in ricchi mantelli ricamati e deposta in una cavità naturale.